# Лукино (Южский район)
Лукино — деревня в Южском районе Ивановской области России, входит в состав Мугреево-Никольского сельского поселения.

## География
Деревня расположена на берегу реки Лух в 7 км на юг от центра поселения села Мугреево-Никольское и в 22 км на восток от райцентра города Южа.

## История
В старинных актах из архива Спасского монастыря село Лукино называлось Димитриевским. Сельцо Димитриевское с деревнями в 1541 году было куплено Александром Андреевичем Лодыгиным у князя Михаила Ивановича Большого Пожарского. В 1549 году князь Борис Федорович Пожарский вновь купил это сельцо у братьев Лодыгиных, детей предшествующего покупателя. В 1572 году это сельцо княгиней Феодосией Пожарской было приложено в Суздальский Спасо-Евфимиев монастырь. Первая церковь Димитрия Селунского в Лукине построена в 1671 году, когда она отмечена новоприбывшей в патриарших окладных книгах. Село принадлежало Спасо-Евфимиеву монастырю до 1764 года. В 1812 году прихожанами в Лукине была построена каменная церковь. В ней было два престола: в холодном во имя Вознесения Господня, в приделе теплом во имя святого Димитрия Селунского. В Лукине с 1883 года существовала земская народная школа, учащихся в 1897 году было 35. В 1891—1894 годах законоучителем и учителем в этой школе служил выпускник Владимирской духовной семинарии Иван Прудентов, в будущем священномученик.
В конце XIX — начале XX века село входило в состав Мугреевской волости Ковровского уезда Владимирской губернии. В 1859 году в селе числилось 38 дворов, в 1905 году — 31 двор.
С 1929 года село входило в состав Мугреевского сельсовета Южского района, с 2009 года — в составе Мугреево-Никольского сельского поселения.

## Население
| 1859 | 1905 |
| ---- | ---- |
| 203  | 141  |

| 1859 | 1905 | 2010 |
| ---- | ---- | ---- |
| 203  | ↘141 | ↘38  |

## Достопримечательности
На сегодняшний день в деревне идет реставрация Церкви Вознесения Господня.